# Seznami luninih mrkov
To je seznam seznamov luninih mrkov, mrkov na Luni z Zemljo, luninih mrkov ali sončevih mrkov na Luni.

## Seznami
- Seznam luninih mrkov v 20. stoletju pr. n. št.
- Seznam luninih mrkov v 19. stoletju pr. n. št.
- Seznam luninih mrkov v 18. stoletju pr. n. št.
- Seznam luninih mrkov v 17. stoletju pr. n. št.
- Seznam luninih mrkov v 16. stoletju pr. n. št.
- Seznam luninih mrkov v 15. stoletju pr. n. št.
- Seznam luninih mrkov v 14. stoletju pr. n. št.
- Seznam luninih mrkov v 13. stoletju pr. n. št.
- Seznam luninih mrkov v 12. stoletju pr. n. št.
- Seznam luninih mrkov v 11. stoletju pr. n. št.
- Seznam luninih mrkov v 10. stoletju pr. n. št.
- Seznam luninih mrkov v 9. stoletju pr. n. št.
- Seznam luninih mrkov v 8. stoletju pr. n. št.
- Seznam luninih mrkov v 7. stoletju pr. n. št.
- Seznam luninih mrkov v 6. stoletju pr. n. št.
- Seznam luninih mrkov v 5. stoletju pr. n. št.
- Seznam luninih mrkov v 4. stoletju pr. n. št.
- Seznam luninih mrkov v 3. stoletju pr. n. št.
- Seznam luninih mrkov v 2. stoletju pr. n. št.
- Seznam luninih mrkov v 1. stoletju pr. n. št.
- Seznam luninih mrkov v 2. stoletju
- Seznam luninih mrkov v 3. stoletju
- Seznam luninih mrkov v 4. stoletju
- Seznam luninih mrkov v 5. stoletju
- Seznam luninih mrkov v 6. stoletju
- Seznam luninih mrkov v 7. stoletju
- Seznam luninih mrkov v 8. stoletju
- Seznam luninih mrkov v 9. stoletju
- Seznam luninih mrkov v 10. stoletju
- Seznam luninih mrkov v 11. stoletju
- Seznam luninih mrkov v 12. stoletju
- Seznam luninih mrkov v 13. stoletju
- Seznam luninih mrkov v 14. stoletju
- Seznam luninih mrkov v 15. stoletju
- Seznam luninih mrkov v 16. stoletju
- Seznam luninih mrkov v 17. stoletju
- Seznam luninih mrkov v 18. stoletju
- Seznam luninih mrkov v 19. stoletju
- Seznam luninih mrkov v 20. stoletju
- Seznam luninih mrkov v 21. stoletju
- Seznam luninih mrkov v 22. stoletju
- Seznam luninih mrkov v 23. stoletju
- Seznam luninih mrkov v 24. stoletju
- Seznam luninih mrkov v 25. stoletju
- Seznam luninih mrkov v 26. stoletju
- Seznam luninih mrkov v 27. stoletju
- Seznam luninih mrkov v 28. stoletju
- Seznam luninih mrkov v 29. stoletju
- Seznam luninih mrkov v 30. stoletju